# Giuseppe Momigliano
Giuseppe  Momigliano (Torino, 12 maggio 1955) è un rabbino italiano, dal 1986 rabbino capo della Comunità ebraica di Genova.

## Biografia
Nel 1985, a Torino, alla Scuola Rabbinica Margulies Disegni, ottiene il titolo rabbinico della Semikhà. 
Dal 1985 è Vice Rabbino di Torino sino al 1986, anno in cui diventa Rabbino Capo a Genova e nel 2010 diviene segretario dell’Assemblea dei Rabbini d’Italia, di cui è attualmente Vicepresidente  .